# 瓦伦蒂娜·科斯塔·比翁迪
瓦伦蒂娜·科斯塔·比翁迪（西班牙語：Valentina Costa Biondi，1995年9月13日—），阿根廷女子曲棍球运动员，2019年泛美运动会女子金牌得主、2020年夏季奥林匹克运动会女子银牌得主、2023年泛美运动会女子金牌得主。